# ودي ستيفنز
ودي ستيفنز (بالإنجليزية: Woody Stephens)‏ هو مدرب خيول أمريكي، ولد في 1 سبتمبر 1913 في ستانتون في الولايات المتحدة، وتوفي في 22 أغسطس 1998.